# Projektingenieurwesen
Projektingenieure erstellen und betreuen Projekte von der Anfrage des Kunden über die Angebotserstellung, Auftragsannahme und gegebenenfalls auch die Terminplanung bis zur Übergabe und Inbetriebnahme.
Dazu müssen sie  Zeit, Kosten, Qualität und das Ziel im Auge behalten und benötigen dafür Fachwissen aus Technik, Betriebswirtschaftslehre und Projektmanagement.

## Wortherkunft und Wortbedeutung
Projekt leitet sich ab von lateinisch proiectum, Neutrum zu proiectus ‚nach vorn geworfen‘, Partizip Perfekt von proicere ‚vorwärtswerfen‘ (vgl. Projektil). Bei Projekten wird unter ‚nach vorn' eine zeitliche Dimension verstanden. Das lateinische Wort ingenium heißt „sinnreiche Erfindung“ oder „Scharfsinn“. Das davon abstammende italienische Wort ingegnere (d. h. „Zeugmeister“, „Kriegsbaumeister“) wurde im Mittelalter nur im Zusammenhang mit Kriegstechnik und im Deutschen als ebenso einschränkendes Lehnwort Ingenieur gebraucht. Erst im 17. Jahrhundert bedeutete das französische Wort ingénieur „Fachmann auf technischem Gebiet mit theoretischer Ausbildung“. Es kam im 18. Jahrhundert von dort erneut als Lehnwort Ingenieur ins Deutsche, jetzt aber in der allgemeineren französischen Bedeutung und verdrängte im Laufe des 19. Jahrhunderts auch die im Berg- und Wasserbau übliche Bezeichnung Kunstmeister.

## Beruf des Projektingenieurs
Projektingenieure planen, entwerfen und entwickeln technische Anlagen, Komponenten oder Teilsysteme (Projekte) meist völlig neu, oft im Team, entsprechend den Anforderungen eines Kunden. Der Projektingenieur plant, entwirft, gibt vor wie das Projekt ausgeführt wird und ist somit auch für dessen Erfolg verantwortlich.
Er organisiert und überwacht die Abwicklung technischer Projekte und übernimmt die Projektleitung während der Realisierungsphase. Dabei wendet er Planungsverfahren und Netzplantechniken an und berücksichtigt technische, ökonomische und Umweltaspekte. Kommunikations-, Team- und Verhandlungsfähigkeiten sind wichtige „Soft skills“, um die vorhandenen Ressourcen gezielt einsetzen zu können. Die Teilprojekte werden vom Projektingenieur koordiniert. Er entscheidet über Strategien und Methoden zur Zielerreichung. Projektingenieure bilden die Schnittstelle zwischen Unternehmen und Kunden. Sie prüfen projektbegleitend den aktuellen Stand der Abwicklung auf Übereinstimmung mit den Spezifikationen des Kunden. Außerdem plant  und sichert er die Projektfinanzierung. Dazu führt er im Rahmen der Projektplanung eine  Bedarfs- und Risikoanalyse durch. Er verfügt über betriebswirtschaftliche Kenntnisse, die während der Ausbildung in den Bereichen Finanzierung, Kosten- und Leistungsrechnung und Controlling vermittelt werden.
Projektingenieure verfügen über ein  technisches Grundwissen, das sie in nahezu allen Wirtschaftszweigen, beispielsweise in Unternehmen der Anlagenbau-, Chemie-, Elektro- oder in der IT-Branche, einbringen. Die Ausübung der Berufstätigkeit ist reglementiert. Für die Tätigkeit als Projektingenieur wird ein abgeschlossenes ingenieurwissenschaftliches Studium in einem Fachgebiet der jeweiligen Branche erwartet. Führungspositionen, spezialisierte Aufgabenstellungen oder Tätigkeiten in Wissenschaft und Forschung erfordern meist im Anschluss an den Bachelorstudiengang ein Masterstudium, ggf. auch die Promotion.
Tätigkeiten sind vor allem:
- Auslegung, Entwicklung und Erarbeitung technischer Lösungen gemäß den Anforderungen des Kunden, auch als Grundlage für die kaufmännische Angebotserstellung
- Steuern der Abwicklung von kundenindividuellen Projekten und Systemlösungen
- Begleitung der Projekte von der Planungsphase bis zur Abnahme
- Termin- und Kostencontrolling
- Enge Zusammenarbeit mit internen Abteilungen wie Sales, Produktion, Finanzwesen, Marketing, Design und Service
- Regelmäßiges Reporting, Projektdokumentation sowie die Koordination der vorhandenen Ressourcen
- Kommunikation mit den Kunden

### Bedarf an Projektingenieuren in Deutschland
Die jährlichen Schäden, die durch fehlerhafte Planung und falsche Entscheidungen bei der Projektabwicklung in Deutschland entstehen, liegen nach Schätzungen bei ca. 150 Milliarden Euro (Berufelexikon, Staufenbiel)².

## Studium
Als Projektingenieure können tätig werden alle Fachrichtungen, das ist lediglich abhängig vom ausgeübten Tätigkeitsfeld/Unternehmen. Eine spezielle Ausbildung gibt es erst seit wenigen Jahren.
Der Studiengang Projekt Engineering ist ein interdisziplinärer Studiengang, der an der DHBW (Duale Hochschule Baden-Württemberg) Mannheim und bis 2010 an der DHBW Heidenheim angeboten wird. In Verbindung mit einem Ausbildungsbetrieb kann durch den akkreditierten Intensivstudiengang der Titel Bachelor of Engineering (B.Eng.) erworben werden. Projektingenieurwesen mit internationaler Orientierung (Internationales Projektingenieurwesen oder International Project Engineering) wird an den Fachhochschulen Reutlingen, Dortmund und Konstanz angeboten. In Reutlingen und Konstanz kann ein Bachelorabschluss (B.Eng.) und in Dortmund ein Masterabschluss (M.Eng.) erworben werden. Ähnliche Studiengänge werden national und international an weiteren Bildungseinrichtungen angeboten.

### National
| Name des Studiengangs                   | Abschluss      | Studienort            |
| --------------------------------------- | -------------- | --------------------- |
| Int. Projektingenieurwesen              | B. Eng.        | FH Reutlingen         |
| Int. Projektingenieurwesen              | M. Eng.        | FH Dortmund           |
| Int. Project Engineering and Management | Dipl. Ing/Inf. | Uni Siegen            |
| Int. Project Engineering                | B. Eng.        | DHBW Mannheim         |
| Projektmanagement Bau                   | B. Eng.        | FH Bielefeld          |
| Projektmanagement Bau                   | B. Eng.        | HS Biberach a.d. Riss |

### International
| Name des Studiengangs                       | Abschluss | Studienort                                     |
| ------------------------------------------- | --------- | ---------------------------------------------- |
| Engineering Project Management              | M. Sc.    | Coventry University (UK)                       |
| Engineering Project Management              | M. Sc.    | Auckland University of Technology (Neuseeland) |
| Engineering Project Management              | M. Sc.    | University of Melbourne (Australien)           |
| Engineering Project Management              | M. Sc.    | University of Manchester (UK)                  |
| Engineering Projects and Systems Management | M. Sc.    | Kingston University London (UK)                |
| Engineering Project Management              | M. Sc.    | Bournemouth University (UK)                    |